# Bremen, Ohio
Bremen là một làng thuộc quận Fairfield, tiểu bang Ohio, Hoa Kỳ. Năm 2010, dân số của làng này là 1425 người.

## Dân số
- Dân số năm 2000: 1265 người.
- Dân số năm 2010: 1425 người.